# Uṣā
Uṣā (sanskrit : उषा, IAST : Uṣā est la fille du roi Banasura (en) et la femme d'Aniruddha, le petit-fils de Krishna dans la mythologie hindoue. 
Le « Bhagavata Purana » raconte son mariage avec Aniruddha.

## Galerie

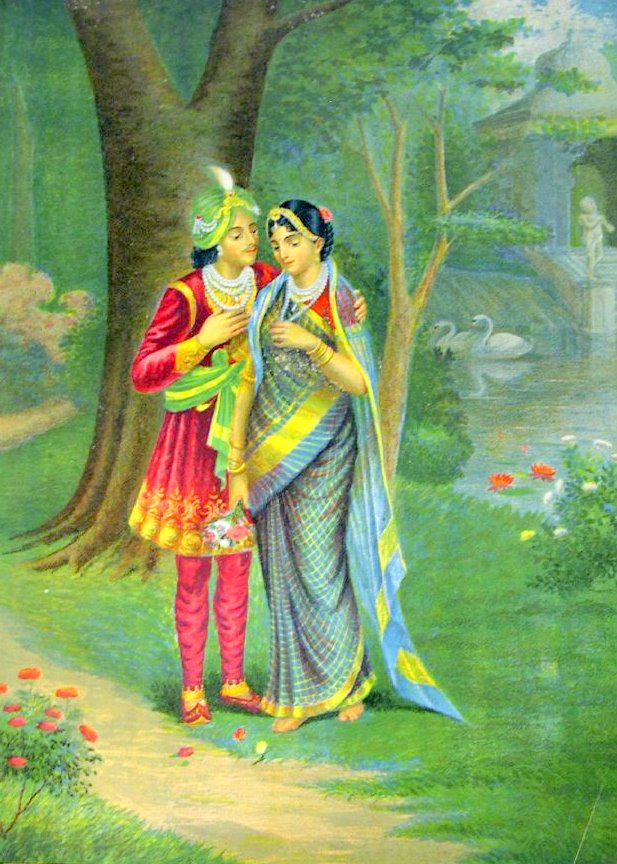
Aniruddha et Uṣā
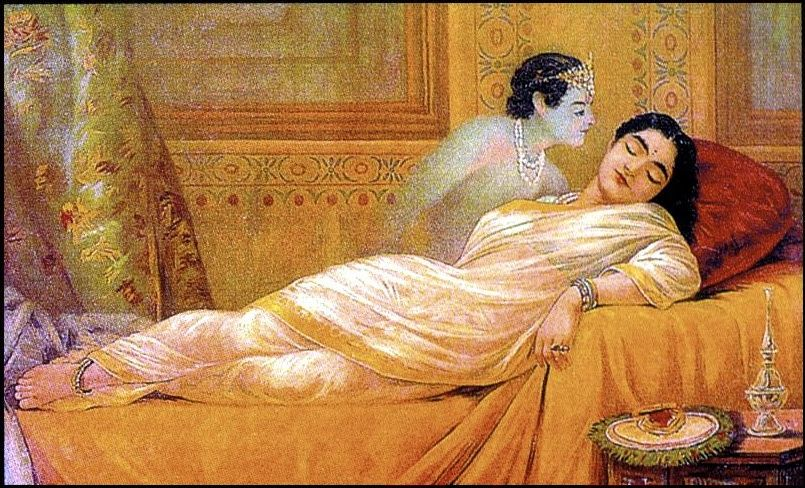
Le rêve d'Uṣā, linographie de Raja Ravi Varma
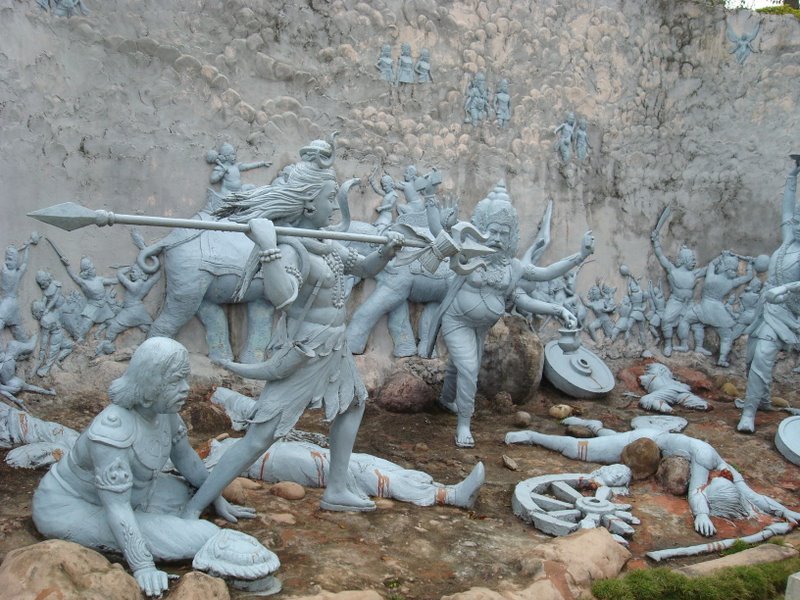
Monument montrant le Hari-Hor Yuddha historique sur la colline d'Agnigarh, à Tezpur.

### Dans la culture populaire
- Le jeu de Konami pour MSX2, « Uşas » (japonais : ウシャス), également connu en anglais sous le titre « Treasure of the Uşas ».